# صبحانه با هانتر
صبحانه با هانتر (انگلیسی: Breakfast with Hunter) یک فیلم مستند در سال ۲۰۰۳ دربارهٔ زندگی روزمره روزنامه‌نگار گونزو، هانتر اس. تامپسون ساختهٔ وین یوینگ است.
این فیلم شامل انواع شخصیت‌های شناخته شده‌ای است که در طول زندگی خود با تامپسون در ارتباط بوده‌اند، از جمله پاتریک جی ارورکه، رالف استیدمن، روکسان پولیتزر، جانی دپ، تری گیلیام و بنیسیو دل تورو.
قسمت‌های زنده صحنه در اوایل سپتامبر ۱۹۹۶ در اتاق Viper ضبط شد.